# Série 50 SNCB
La locomotive 5001 est une locomotive Diesel prototype unique de la SNCB.

## Locomotive série 50
À la fin des années 1960, il fut décidé de tester une locomotive Diesel de très grande puissance. À cette fin, en 1969, la locomotive 200.001 (future 5101) fut envoyée à l’atelier central de Salzinnes pour être reconstruite avec un moteur plus puissant qui donnait à la machine une puissance de 4000 ch. Les moteurs de traction adaptés furent également montés sur la locomotive. Le système de chauffage des voitures basé sur un générateur à vapeur fut également remplacé par un système électrique (ceci explique la couleur bleue de la machine).
La machine devait à l’origine porter le numéro 200.101, mais comme elle sortit de l’atelier en 1972 (c’est-à-dire après le passage à la numérotation à 4 chiffres), elle ne porta que le no 5001. Elle fut mise en service dans les régions de Liège et de Namur afin d’effectuer des tests sur les lignes à fortes rampes. Si le moteur diesel Cockerill 16 cylindres ne donna pas trop de soucis, il n’en alla pas de même des moteurs de traction ACEC qui connurent plusieurs avaries sérieuses qui immobilisèrent la machine pendant d’assez longues périodes.
La 5001 était surnommée « Ferrari » par les cheminots en raison de sa puissance et de sa consommation en carburant.

## Fin de carrière
Le test d’une machine diesel de très grande puissance ne s’étant pas révélé concluant et la crise pétrolière des années 1970 mirent fin au projet. En 1976, il fut mis fin aux essais, la SNCB estimant ne plus avoir besoin de locomotives diesel de très grande puissance. La 5001 fut à ce moment garée à l'atelier de Kinkempois et ultérieurement à la remise de Latour. La 5001 n’eut donc pas de descendants, le chemin de fer ayant décidé de développer la traction électrique.
En 1980, la 5001 fut démontée et ramenée dans sa version originale. Elle porta alors le n° 5101.

## La 5001 du PFT
Le PFT a présenté pendant plusieurs années, à l’espace train-musée du rail à Saint-Ghislain, la 5117 en livrée 5001.
Toute la restauration de la carrosserie, le remplacement des phares et la peinture ont été réalisés à Saint-Ghislain par l’équipe des bénévoles. La couleur bleue de la machine est identique  à celle de la machine originale (même n° de nomenclature). La variabilité entre le modèle original et la copie serait due à la couleur de la sous-couche de peinture. À Saint-Ghislain, la machine fut entièrement recouverte d’une couche d’apprêt blanche avant la mise en peinture définitive.
La machine a quitté Saint-Ghislain et se retrouve en octobre 2018.

## Données techniques
Longueur :	20,160 m
Hauteur :	4,252 m	   
Type d’engin :	Machine Diesel de ligne de grande puissance	   
Transmission :	Diesel-électrique	   
Disposition des essieux :	Co'Co'	   
Constructeurs :	Moteur Diesel : Cockerill  (16 cylindres)	   
	Moteurs de traction : ACEC	   
Année de construction :	1972	   
Mise hors exploitation :	1980	   
Nombre :	1	   
Numérotation :	5001	   
Masse :	123 t